# Sébastien Vauxion
Sébastien Vauxion, né le 29 mai 1983 à Orléans (Loiret), est un chef pâtissier français, chef du restaurant SarKara à Courchevel, où il a obtenu deux étoiles Michelin en janvier 2020.
Son restaurant est le premier restaurant gastronomique de desserts au monde primé par le Guide Michelin.

## Parcours
Fils de maraîchers, Sébastien Vauxion quitte le lycée quelques mois avant le bac pour se lancer dans une formation de pâtissier. Il intègre l'école de pâtisserie d'Yssingeaux avant d'être formé par plusieurs chefs comme Pierre Hermé, Yannick Alléno ou Pierre Gagnaire.
En septembre 2014 , Sébastien Vauxion rejoint le groupe K2 Collections où il supervise la pâtisserie des trois établissements du groupe dont le Kintessence, restaurant deux étoiles.
Fort du succès du tea time dans ses restaurants, il ouvre mi-décembre 2017 le SarKara au K2 Palace (Sarkara voulant dire « fragment de sucre » en sanskrit). Le restaurant occupe les murs du restaurant Kintessence de 13h00 à 15h30. Il s'agit d'un projet de restaurant travaillant exclusivement le sucré comme un véritable restaurant, avec les codes de la haute gastronomie, un format amuse-bouches-entrée-plat-dessert, la construction d’une véritable carte et des accords boissons.
En janvier 2019, son restaurant obtient une étoile au guide Michelin.
En octobre 2019, Sébastien Vauxion participe au tournage d'une épreuve du concours Top Chef, diffusée dans le troisième épisode de la saison 11 le 4 mars 2020.
En janvier 2020, un an après la première étoile, son restaurant décroche une deuxième étoile Michelin. Il est le premier pâtissier à décrocher cette distinction.
En février 2024, Sébastien Vauxion est élu meilleur pâtissier du monde pour l'année 2024 par l'association Les Grandes Tables du Monde.